# Shox
Pour le joueur de jeu vidéo, voir Shox (joueur).
Shox (sous-titré Rally Reinvented ou Extreme Rally) est un jeu vidéo de course de rallye automobile développé par EA Chertsey et édité par Electronic Arts, sorti en 2002 sur PlayStation 2.
Le jeu propose 24 voitures sous licence officielle (Peugeot, Citroën, Mini, Audi, BMW, Toyota, Ford, Mitsubishi, Subaru et Lancia)

## Système de jeu
Shox propose plusieurs championnats représentant chacun une catégorie de véhicule.
- Championnat Compact
- Championnat Sport
- Championnat Turbo
- Championnat Puissance

Chaque championnat contient les mêmes environnements, seulement les tracés changent ainsi que le sens de la course. Au fur et à mesure des championnats, la difficulté augmente, et le jeu sera davantage exigeant pour pouvoir débloquer les autres circuits.
Au début de la carrière solo, nous ne possèderont qu'une seule voiture. Pour débloquer les suivantes, il faudra remporter un duel contre un autre concurrent (qui nous affronte avec le véhicule concerné) ou alors l'acheter. À la fin de chaque course, on remporte des gains, qui peuvent être augmentés grâces aux zones et ondes Shox, ou au contraire réduits à chaque dégâts causés sur la voiture.

### Mode Multijoueur
Le jeu peut être joué de 2 à 4 joueurs. On y trouve les duels, où les participants s'affrontent sur les circuits du jeu, et le mode "Chaos", qui est vulgairement un "protect the flag" version automobile, se passant dans une grande arène.
Dans le mode multijoueur, tous les circuits sont déjà accessibles dès le début (contrairement au mode solo), mais ne pourront être joués qu'avec les voitures ayant été déjà débloquées dans le mode carrière.

## Accueil
- Jeux vidéo Magazine : 17/20[1]
- Jeuxvideo.com : 16/20[2]